# Dienstgrade der Feuerwehr in Polen
Die Dienstgradbezeichnungen der Polnischen Feuerwehren werden durch nationale Vorschriften bestimmt.

## Staatliche Berufsfeuerwehr
Die Staatliche Berufsfeuerwehr (Państwowa Straż Pożarna) benutzt eine paramilitärische Personalstruktur:

### Mannschaftskorps
|                          |                                                            |
| Strażak Feuerwehrmann A3 | Starszy strażak Älterer Feuerwehrmann Oberfeuerwehrmann A4 |

### Unteroffizierskorps
|                                        |                                                            |                                                           |                                              |                                                               |
| Sekcyjny Gruppenführer Löschmeister A5 | Starszy sekcyjny Älterer Gruppenführer Oberlöschmeister A6 | Młodszy ogniomistrz Jüngerer Brandmeister Brandmeister A7 | Ogniomistrz Brandmeister Oberbrandmeister A8 | Starszy ogniomistrz Älterer Brandmeister Hauptbrandmeister A9 |

### Fähnrichskorps
|                                                      |                                          |                                                    |                                                  |
| Młodszy aspirant Jüngerer Fähnrich Brandinspektor A9 | Aspirant Fähnrich Brandoberinspektor A10 | Starszy aspirant Älterer Fähnrich Brandamtmann A11 | Aspirant sztabowy Stabsfähnrich Brandamtsrat A12 |

### Offizierskorps
|                                              |                                                             |                                                  |                                                              |
| Młodszy kapitan Unterkapitän Brandreferendar | Kapitan Kapitän Brandassessor                               | Starszy kapitan Oberkapitän Brandrat A13         | Młodszy brygadier Unterbrigadier Brandoberrat A14            |
|                                              |                                                             |                                                  |                                                              |
| Brygadier Brigadier Branddirektor A15        | Starszy brygadier Oberbrigadier Leitender Branddirektor A16 | Nadbrygadier Hauptbrigadier Oberbranddirektor B5 | Generał brygadier Generalbrigadier Direktor der Feuerwehr B7 |

## Freiwillige Feuerwehren
Die Dienstgrade der Freiwilligen Feuerwehr (Ochotnicza Straż Pożarna) sind funktionsbasiert:

### Ortsfeuerwehr
|                       |                                                         |                                       |                                                                          |                                           |                                                                       |                                             |
| Strażak Feuerwehrmann | Starszy strażak Älterer Feuerwehrmann Oberfeuerwehrmann | Dowódca roty Truppführer Löschmeister | Pomocnik dowódcy sekcji Stellvertretender Gruppenführer Oberlöschmeister | Dowódcy sekcji Gruppenführer Brandmeister | Pomocnik dowódcy plutonu Stellvertretender Zugführer Oberbrandmeister | Dowódcy plutonu Zugführer Hauptbrandmeister |

|                                   |                                                             |                                                  |                                                                    |                                                                        |                     |
| Członek zarządu Vorstandsmitglied | Członek komisji rewizyjnej Mitglied des Prüfungsausschusses | Zastępca naczelnika Stellvertretender Wehrführer | Wiceprezes/Naczelnik Stellvertretender Vorsitzender und Wehrführer | Przewodniczący komisji rewizyjnej Vorsitzender des Prüfungsausschusses | Prezes Vorsitzender |